# Примечания к ведомостям
Примечания к ведомостям — первый российский научно-популярный журнал.
Двуязычный журнал, параллельно издававшийся на немецком и русском языках.
Выходил с 1728 по 1742 года.